# NGC 3978
NGC 3978 est une vaste galaxie spirale intermédiaire relativement éloignée et située dans la constellation de la Grande Ourse. NGC 3978 a été découverte par l'astronome germano-britannique William Herschel en 1790.

## Caractéristiques
La classe de luminosité de NGC 3978 est II-III et elle présente une large raie HI. Elle renferme également des régions d'hydrogène ionisé. Selon la base de données Simbad, NGC 3978 est une galaxie LINER, c'est-à-dire une galaxie dont le noyau présente un spectre d'émission caractérisé par de larges raies d'atomes faiblement ionisés.

### Distance
Sa vitesse par rapport au fond diffus cosmologique est de 10 085 ± 10 km/s, ce qui correspond à une distance de Hubble de 148 ± 10 Mpc (∼483 millions d'al).
À ce jour, neuf de mesures non basées sur le décalage vers le rouge (redshift) donnent une distance de 140,778 ± 17,290 Mpc (∼459 millions d'al), ce qui est à l'intérieur des valeurs de la distance de Hubble.

### Classification
Les avis diffèrent sur la classification de NGC 3978, spirale intermédiaire selon les bases de données HyperLeda et NASA/IPAC, spirale intermédiaire barrée selon le professeur Seligman et par Wolfgang Steinicke. On voit à peine une barre sur l'image obtenue des données de l'étude SDSS. La classification de spirale intermédiaire semble mieux convenir à cette galaxie.

## Paire de galaxies
Selon Vaucouleurs et Corwin, NGC 3975 et NGC 3978 forment une paire de galaxies.

## Supernova
Deux supernovas ont été découvertes dans NGC 3978 : SN 2003cq et SN 2008I.

### SN 2003cq
La supernova SN 2003cq a été découverte le 30 mars 1946 par l'astronome amateur britannique Ron Arbour. Cette supernova était de type Ia.

### SN 2008I
La supernova SN 2008I a été découverte le 2 janvier par P. Thrasher, W. Li, et A. V. Filippenko dans le cadre du programme LOSS (Lick Observatory Supernova Search) de l'observatoire Lick. Cette supernova était de type II.